# FXcoin
FXcoin 株式会社（エフエックスコイン）は暗号通貨取引所関連事業を営んでいた日本の企業である。暗号資産交換業者として金融庁に登録していた。
2023年8月に解散。

## 概要
「暗号資産（仮想通貨）市場の健全な発展と拡大」「日本人の金融リテラシーの向上」を企業理念に掲げる。東京銀行（現三菱UFJ銀行）､ドイツ銀行グループ出身、元東京外国為替市場委員会副議⻑の大西知生によって設立された。役職員にも内外の大手金融機関出身者が多かった。
取引所として現物取引、レンディング等のサービスを提供する一方、株主である住友商事、SBIグループと協力して、海外事業会社との決済に関連するXRP取引の実証実験を行うなど、暗号資産の実需取引拡大に向けた活動も行っていた。
2021年11月には資本金を11億6900万円減らして1億円に減資し、個人向け事業を廃止した。
2021年12月7日、日本経済新聞が「一般社団法人日本メタバース協会」の会長にFXcoinの大西知生が就任する見込みであると報じた。なお、2008年にすでに設立されている「メタバース協会」とは別団体である。報道後、同協会とFXcoin社に対し、仮想通貨技術はメタバースを代表しているとは思われないとして不満の声が多く寄せられていた。
2023年8月4日付けで解散した。

## 取扱通貨
- BTC：Bitcoin（ビットコイン）
- XRP：XRP（エックスアールピー　リップル；Ripple）
- LTC：Litecoin（ライトコイン）
- BCH：Bitcoincash　（ビットコインキャッシュ）

## 沿革
- 2017年9月21日 - FXcoin株式会社設立
- 2018年
  - 9月4日 - 「FXcoin 暗号資産（仮想通貨）情報サイト」をリリース
  - 11月1日 - 一般社団法人日本暗号資産ビジネス協会入会
- 2019年
  - 2月1日 - 一般社団法人日本暗号資産取引業協会　第二種会員入会
  - 6月22日 - 本社を港区の泉ガーデンタワーに移転
  - 12月24日 - 暗号資産交換業者として登録　関東財務局長 第00019号　
  - 12月24日 - 一般社団法人日本暗号資産取引業協会　第一種会員へ会員種別変更
- 2020年
  - 4月22日 - 営業開始　新規口座開設申込み受付開始 [9]
  - 5月15日 - BTC（ビットコイン）の取り扱い開始
  - 7月22日 - XRP（エックスアールピー　リップル）の取り扱い開始
  - 8月 1日 - 一般社団法人日本STO協会 賛助会員入会
  - 10月29日 - LTC（ライトコイン）の取り扱い開始
  - 11月27日 - 住友商事グループ、SBIグループとXRP先日付取引の実証実験を実施 [10]
  - 12月9日 - BCH（ビットコインキャッシュ）の取り扱い開始
  - 12月9日 - 国内初となるXRPベース取引（BTC/XRP , LTC/XRP , BCH/XRP）を開始 [11]
- 2021年
  - 2月25日 - 住友商事と海外(シンガポール)にXRPを送付するための先日付取引の実証実験を実施 [12]
  - 5月 7日 - 暗号資産レンディングサービス開始
  - 5月31日 - 英Bitstamp社とMOU締結 [13]
  - 6月16日 - 法人口座開設申込受付開始
  - 6月25日 - 代表の大西が一般社団法人日本暗号資産取引業協会の理事に就任
  - 11月25日 - 資本金を11億6900万円減らして1億円に減資。個人向け事業を廃止。
- 2023年
  - 8月4日 - 会社解散。